# Okhà
Okhà (en rus Оха) és una ciutat de l'óblast de Sakhalín, a Rússia. Es troba a l'illa de Sakhalín. El poblat d'Okhé, posteriorment reanomenat Okhà, fou fundat al costat d'un jaciment petrolífer el 1880. Entre el 1920 i el 1925 fou ocupat pel Japó. El 1938 finalment va obtenir el títol de ciutat.